# Oki (musiker)
Oki Kano (japanska:  (加納 沖 Kanō Oki), född 1957 i Hokkaido i Japan, är en japansk musiker av ainu-ursprung.
Oki är son till den japanske träskulptören Bikki Sunazawa (1931–1989). Han växte upp i Kanagawa. 
Han studerade industriell formgivning på Tōkyō Geijutsu Daigaku (Tokyos konstakademi).
Han spelar den traditionella femsträngade ainu-cittran tonkori och blandar traditionell ainumusik med reggae, dub-musik och andra varianter av världsmusik. Han spelar också gitarr och traditionella ainu-slaginstrument.
Oki har deltagit i folkmusikfestivaler utanför Japan. Han har under senare år spelat med sitt eget band, Oki Dub Ainu Band, som huvudsakligen framför traditionell ainumusik. 